# 우미인초
《우미인초》(虞美人草)는 나쓰메 소세키의 소설이다. 우미인초는 개양귀비를 달리 부르는 말이다. 1907년 아사히 신문에 연재했다.